# Grisou (film, 1938)
Pour plus de détails, voir Fiche technique et Distribution.
Grisou est un film français réalisé par Maurice de Canonge en 1938.

## Synopsis
Hagnauer et Demuysère sont deux mineurs amis et compagnons de travail. À la suite d'un accident, Hagnauer est soigné par La Loute, l'épouse de Demuysère et devient son amant. Mais La Loute a un autre amant, Tony...

## Fiche technique
Source : IMDb, sauf mention contraire
- Titre alternatif : Les Hommes sans soleil
- Réalisateur : Maurice de Canonge
- Scénariste : Pierre Brasseur, Marcel Dalio, Germain Fried
- Dialogues : Pierre Brasseur
- Producteur(s) : Alexandre Kamenka
- Musique du film : Raymond Legrand et Jean-Armand Petit
- Directeur de la photographie : Raymond Clunie et Georges Million
- Montage : Raymond Lamy
- Création des décors : Lucien Jaquelux
- Photographe de plateau : Léo Mirkine
- Société(s) de production : Films Albatros
- Société(s) de distribution : Radio Cinéma
- Format : Noir et blanc - 1,37:1 - 35 mm - Son mono
- Pays d'origine : France
- Genre : Film dramatique
- Durée : 1h27
- Sortie France :  12 mai 1938
- Affiche : Georges Dastor (France)

## Distribution
- Madeleine Robinson : la Loute
- Odette Joyeux : Madeleine
- Pierre Brasseur : Hagnauer
- Raymond Aimos : Demuysère, un mineur
- Lucien Gallas : Tony
- Arthur Devère : Carbouille
- Bernard Blier : le fils Mélée
- Félix Claude : le petit garçon
- Édouard Davesnes : le porion
- Germaine Michel : la mère Mélée
- Marcel Pérès
- René Rocher : La Villette

## Autour du film
En 1942, le film fut autorisé à la diffusion par les autorités allemandes à la condition que les noms des différents intervenants israélites soient masqués au générique.
Les multiples relations extraconjugales de la Loute dépeignent parfaitement la complexité des arbres généalogiques dans les bassins miniers à cette époque, cela peut être perçu comme une critique de la consanguinité systémique sévissant dans le Nord pendant l'entre deux guerres.